# Lachy
Lachy je francouzská obec v departementu Marne v regionu Grand Est. Žije zde 347 obyvatel.

## Geografie

### Sousední obce
| Růžice kompasu | Charleville             | La Villeneuve-lès-Charleville |        | Růžice kompasu |
| Růžice kompasu | Les Essarts-lès-Sézanne | Sever                         | Broyes | Růžice kompasu |
| Růžice kompasu | Les Essarts-lès-Sézanne | Lachy                         | Broyes | Růžice kompasu |
| Růžice kompasu | Les Essarts-lès-Sézanne | Jih                           | Broyes | Růžice kompasu |
| Růžice kompasu | Mœurs-Verdey            | Sézanne                       |        | Růžice kompasu |